# Albert Poisson
Pour les articles homonymes, voir Poisson (homonymie).
Albert Poisson, né le 25 septembre 1868 dans le 2e arrondissement de Paris et mort le 27 juin 1894 au même endroit, est écrivain français, auteur d'ouvrages sur l'alchimie. 

## Biographie
Antoine Léon Albert Poisson naît à Paris en 1868, fils d'Étienne Léon Poisson et Anne Gardon, son épouse, tous deux tabletiers. En 1888, il entreprend des études de médecine.
Romantique érudit, il publie en 1891, à 23 ans, chez Chacornac, ce qui s'avérera être son livre principal, Théories et Symboles des alchimistes, souvent réédité depuis. Il est parfois considéré comme un jeune adepte.
À son retour du service militaire, il contracte une fièvre typhoïde puis la tuberculose, et meurt de complications en 1894 chez ses parents, rue Saint-Denis, sans avoir jamais cessé sa quête,,.

## Publications
- L'Initiation alchimique (13 lettres inédites sur la pratique du Grand Œuvre), Paris, Édition de l'Initiation, 1900. Lire en ligne sur la BNAM
- Nicolas Flamel. Histoire de l'alchimie, Paris, Gutemberg reprint, 1981. Lire en ligne sur la BNAM
- Le Livre des feux, paru dans la Revue Scientifique, no 15, avril 1891. Lire en ligne sur la BNAM.
- Cinq traités d'alchimie des plus grands philosophes : Paracelse, Albert le Grand, Roger Bacon, R. Lulle, Arn. de Villeneuve, Bibliothèque Chacornac, 1890. Lire en ligne sur la BNAM
- Théorie et Symboles des alchimistes : Le grand œuvre... Avec 45 figures et une bibliographie. Ed. Chacornac. 1891. Paris. Édition originale. (Col. d’ouvrages relatifs aux sciences hermétiques). B. N. - 8° R. 10679 Ed. Villain et Belhomme. 1972. Paris. Ed. Éditions traditionnelles (successeurs de Chacornac). 1969-1975-1981-1991. Paris. Fac-similé.  B. N. - Impr. 8-R-91264. Lire en ligne sur la BNAM